# محمد شهنی
محمد شینی‌مصطفی (زاده ۱۳۳۰ مسجدسلیمان) سیاست‌مدار ایرانی است، که در دوره دوم مجلس شورای اسلامی به‌عنوان نماینده حوزهٔ انتخابیهٔ مسجدسلیمان، لالی، هفتکل و اندیکا از استان خوزستان، در مجلس شورای اسلامی حضور داشت. وی با اخذ ۵۵٬۹۶۶ رأی، موفق شد ۶۷ درصد از مجموع آرای شهرستان مسجدسلیمان را به خود اختصاص دهد و به مجلس دوم راه یابد.